# アブデルイラーフ・ベン・キーラーン
アブデルイラーフ・ベン・キーラーン（アラビア語: عبد الإله بنكيران, ラテン文字転写: Abdelilah Benkirane、1954年4月8日 - ）は、モロッコ王国の政治家。同国首相、公正発展党党首を務めた。

## 経歴
ラバトの貧しい地区で生まれたが、もともと家族はやや内陸に入ったフェズの出身である。ベン・キーラーンが自身の模範としている父親はスーフィズムとイスラム原理主義に関心があった。これは彼の母親がイスティクラル党の女性の会に参加していたことが影響している。
父親は彼が16歳の時に90歳で死去した。1970年代には左翼の政治活動家であった。1997年11月14日よりサレ選出のモロッコ議会議員となり、2008年7月にサアデディン・オスマニの後継として公正発展党党首に選出された。
2011年11月の総選挙において公正発展党を勝利に導き、11月29日にムハンマド6世から首相に任命され、翌2012年1月3日に内閣が発足した。
2016年10月7日の総選挙でも公正発展党は第1党を維持したものの、新内閣の組閣に失敗。ムハンマド6世は2017年3月15日にベン・キーラーンを首相から解任。3月17日、サアデディン・オスマニを首相に指名し、組閣を命じた。

## 政策
ベン・キーラーンの政策は民主主義とイスラム主義である。2011年のインタビューにおいて、「もし私が政府の一員となるならば、私は若い女性に対して、脚を覆い隠すためにスカートが何センチ必要か言うことができるが、そうはしない。それは私の仕事ではない。いかなる場合であれ、モロッコにおける市民の自由を脅かすことはできない」と述べている。

## 家族・趣味
党の活動家と結婚し、6人の子供がいる。そのうち一番下の娘は四肢麻痺を患っている。チェスと音楽を好むが、下品な音楽は好きではないと言う。